# 埼玉県南4市まちづくり協議会
埼玉県南4市まちづくり協議会（さいたまけんなん４しまちづくりきょうぎかい）とは、埼玉県の地方自治体である草加市、川口市、蕨市、戸田市からなる任意の協議会である。

## 概要
1983年11月に草加市、川口市、鳩ヶ谷市、蕨市、戸田市の5市は、市内を横断する交通網や都市計画道路などの実現について話し合う「県南５市まちづくり協議会」を設置することになった。特に、関係する道路としては、東京外郭環状道路の建設を控えていためである。この後、2000年には行政改革に伴う、「市町村合併に関する特例法」が国会に上程されたことに伴い、政令指定市を目指した合併についての研究が実施された。
2003年までには、市民等へのアンケート実施などにより合併についての協議は「川口市、鳩ヶ谷市、蕨市」だけとなった。しかしながら、広域協定の締結によって、災害時における応援協定、公共施設の相互利用の推進に伴う利用率の向上、教育・文化イベントなどによる市民交流のための施策を目的として、「まちづくり協議会」は存続することになった。
2024年度において事務局を担当しているのは川口市である。
それぞれ設置された５つの専門部会は以下の通り
- 教育・文化・スポーツ　川口市
- 商工振興　　　　　　　草加市
- 都市計画　　　　　　　戸田市
- 福祉・医療　　　　　　蕨市
- 防災防犯　　　　　　　草加市

が担当しており、年に2回程度の専門部会会議を実施し、各市が予定している計画のすりあわせが実施されている。